# Ardentes
Ardentes – miejscowość i gmina we Francji, w Regionie Centralnym, w departamencie Indre.
Według danych na rok 1990 gminę zamieszkiwało 3511 osób, a gęstość zaludnienia wynosiła 57 osób/km² (wśród 1842 gmin Regionu Centralnego Ardentes plasuje się na 101. miejscu pod względem liczby ludności, natomiast pod względem powierzchni na miejscu 44.).